# Jorge Casanova
Jorge Francisco Casanova Canchila (Caracas, Venezuela, 6 de julio de 1984) es un futbolista venezolano. Juega de mediocentro y su ficha pertenece al Metropolitanos FC.

## Trayectoria
Llegó al Caracas FC en el año 2001 para formar parte de las categorías inferiores del club, en donde fue Tricampeón en la categoría Sub-20 los años 2001-2002, 2002-2003 y 2003-2004.
Debutó en la Primera División el 9 de enero de 2005 en un partido contra el Carabobo Fútbol Club, en donde jugó de titular y fue sustituido al minuto 71, siendo la figura del partido por su buen desempeño. De ahí en adelante formó parte del Primer equipo del Caracas FC con el que conquistó dos Campeonatos del Fútbol Profesional Venezolano y dos Subcampeonatos.
Además de esto fue el autor del primer gol del Estadio Cocodrilos Sport Park.
Actualmente juega en el equipo de Segunda División del Fútbol Venezolano, UCV FC.

## Selección nacional
Fue parte de la Selección Sub-17 de Venezuela que finalizó cuarta en el Sudamericano Sub-17 de Arequipa, Perú en el 2001.

## Clubes
| Club                              | País      | Año             | PJ | Goles |  |
| --------------------------------- | --------- | --------------- | -- | ----- |  |
| Caracas FC                        | Venezuela | 2005-2008       | 95 | 5     |  |
| KF Elbasani                       | Albania   | 2008            | 9  | 3     |  |
| Deportivo Táchira                 | Venezuela | 2009-2011, 2012 | 89 | 4     |  |
| Deportivo Petare                  | Venezuela | 2011            | 14 | 3     |  |
| Atlético Venezuela Club de Fútbol | Venezuela | 2013–2014       | 45 | 0     |  |
| Metropolitanos FC                 | Venezuela | 2014–2016       | 27 | 1     |  |
| UCV FC                            | Venezuela | 2017-           | 0  | 0     |  |

## Estadísticas
| Competición                 | PJ  | Goles |
| --------------------------- | --- | ----- |
| Liga Venezolana             | 217 | 9     |
| Copa Venezuela              | 22  | 4     |
| Segunda División Venezolana | 1   | 0     |
| Liga de Albania             | 5   | 0     |
| Kupa e Shqiperise 2008-2009 | 4   | 3     |
| Copa Libertadores           | 29  | 0     |
| Copa Sudamérica             | 1   | 0     |
| Selección Nacional          | 0   | 0     |
| Total de Carrera            | 279 | 15    |

## Palmarés
- 4.º. Lugar Sudamericano Sub-17. (Perú, 2001)
- Tricampeón con el Caracas Fútbol Club "Campeonato Nacional Sub-20". (2001-2002, 2002-2003, 2003-2004).
- Bicampeón con el Caracas Fútbol Club "Campeonato Profesional de Fútbol Venezolano". (2005-2006, 2006-2007).
- Subcampeón con el Caracas Fútbol Club "Campeonato Profesional de Fútbol Venezolano". (2004-2005, 2007-2008).
- Copa Libertadores: 2005, 2006, 2008, 2009, 2011, 2012.
- Copa Sudamericana: 2012.
- Copa Panamericana Directv. Phoenix, Arizona. (EE. UU., 2007).
- Subcampeón con el Deportivo Táchira "Torneo Clausura 2009".
- Campeón con el Deportivo Táchira "Torneo Apertura 2009".
- Subcampeón con el Deportivo Táchira "Campeonato Profesional de Fútbol Venezolano". (2009-2010)
- Campeón con el Deportivo Táchira "Torneo Apertura 2010".
- Campeón con el Deportivo Táchira "Campeonato Profesional de Fútbol Venezolano". (2010-2011)
- 3.er Lugar con el Deportivo Petare "Torneo Apertura 2011".